# Galvanoformen

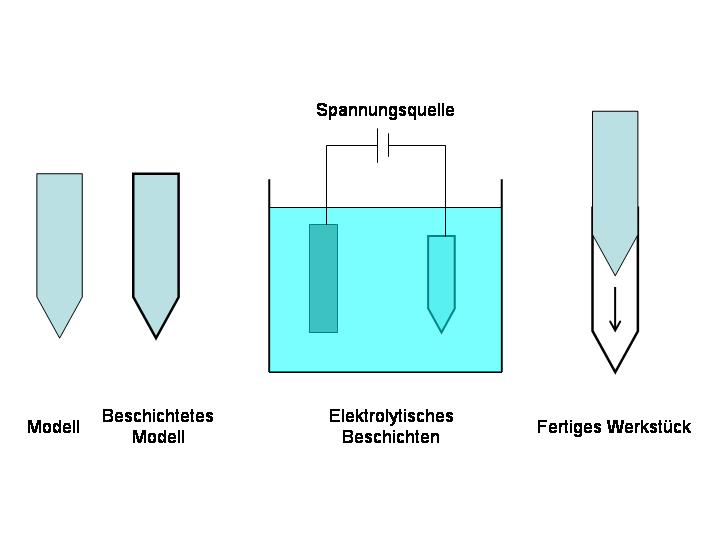
Prinzip des Galvanoformens

Galvanoformen ist das Urformen aus dem ionisierten Zustand, wobei Metall elektrolytisch aus einem wässrigen Salzbad abgeschieden wird. Es dient hauptsächlich zur Erzeugung metallischer Beschichtungen oder zur Herstellung selbsttragender metallischer Werkstücke, meist in Kupfer- oder Nickelhochleistungsbädern.
Die Anlage zur Galvanoformung umfasst einen Elektrolysebehälter mit Elektrolyt, Anode und Kathode als elektrisch leitfähiges Modell, auf dem abgeschieden wird. Der Anschluss einer externen Gleichstromquelle ist für den Ionenstrom, Heizung, Kühlung und Umwälzung erforderlich.
Vorgehen:
Das Modell (Negativform), auf das abgeschieden wird, kann aus jedem Metall oder Kunststoff bestehen, da durch Behandeln mit Leitlacken elektrische Leitfähigkeit erreicht werden kann. Es können Schichtdicken von 0,1 bis mehrere Millimeter erreicht werden, bei Abscheidungsraten von 25 bis 50 µm/h bis zu 1 mm/h (bei neueren Verfahren). Nach abgeschlossenem Vorgang ist das Trennen des Werkstückes vom Modell und eventuell Nacharbeiten notwendig.
Dieses Verfahren kann sehr komplexe Geometrien beschichten. Es eignet sich besonders für Einzelstücke und Prototypen. Zudem ist eine sehr gute Abformgenauigkeit gegeben.
Einsatzgebiete:
u. a. Siebe, Filter, Spritz- und Gießformen der Kunststoffverarbeitung, Beschichten von Erodierelektroden